# Ben Nevis (Autor)
Ben Nevis ist ein Pseudonym eines deutschsprachigen Schriftstellers, der unter diesem Namen für die Serien Die drei ??? und Die drei ??? Kids schreibt. Die Identität der Person, die sich hinter dem Pseudonym verbirgt, wird von Autor und Verlag nicht bekannt gegeben. Es soll sich bei ihm laut eigener Aussage um einen im Rhein-Main-Gebiet lebenden Journalisten handeln.

## Werke

### Die drei???
| Folgen-Nr. | Titel                        | Jahr |
| ---------- | ---------------------------- | ---- |
| 77         | Pistenteufel                 | 1997 |
| 78         | Verdeckte Fouls              | 1998 |
| 86         | Feuerturm                    | 1999 |
| 90         | Todesflug                    | 2000 |
| 97         | Tal des Schreckens           | 2001 |
| 102        | Gift per E-Mail              | 2002 |
| 105        | … und der Schatz der Mönche  | 2002 |
| 109        | Die Höhle des Grauens        | 2003 |
| 116        | Auf tödlichem Kurs           | 2004 |
| 118        | Das düstere Vermächtnis      | 2004 |
| 124        | Geister-Canyon               | 2005 |
| 126        | SMS aus dem Grab             | 2006 |
| 132        | Fluch des Piraten            | 2007 |
| 145        | Die Rache der Samurai        | 2009 |
| 151        | Skateboardfieber             | 2010 |
| 163        | … und der verschollene Pilot | 2012 |
| 171        | … und der Eisenmann          | 2013 |
| 182        | … und der letzte Song        | 2015 |
| 190        | … und die Kammer der Rätsel  | 2016 |
| 202        | Das weiße Grab               | 2018 |
| 205        | Der dunkle Wächter           | 2019 |
| 207        | Die falschen Detektive       | 2019 |
| 214        | … und der Geisterbunker      | 2021 |
| 218        | … und die Teufelsklippe      | 2022 |
| 223        | Die Yacht des Verrats        | 2022 |
| 230        | … und der dreiäugige Schakal | 2024 |
| 237        | Falsche Schuld               | 2025 |

### Die drei??? Kids
| Folgen-Nr. | Titel                  | Jahr |
| ---------- | ---------------------- | ---- |
| 37         | Der Fluch der Indianer | 2008 |
| 44         | Monster in Rocky Beach | 2010 |
| 54         | Zombie-Alarm           | 2013 |